# Berlin – Prenzlauer Berg: Begegnungen zwischen dem 1. Mai und dem 1. Juli 1990
Berlin – Prenzlauer Berg: Begegnungen zwischen dem 1. Mai und dem 1. Juli 1990 ist ein Dokumentarfilm des DEFA-Studios für Dokumentarfilme GmbH aus dem Jahr 1991.

## Handlung
Der Piratensender Radio P sendet aus einer Wohnung im Prenzlauer Berg. Es gibt im Mai 1990 noch kein Gesetz, auf Grund dessen man solch einen Sender normal anmelden kann. Deshalb wird bis zur Klärung einfach weitergesendet. Der nächste Titel der gespielt wird, ist „We need revolution“ von der Gruppe „Herbst in Peking“, die man auf dem ehemaligen Mauerstreifen am Friedrich-Ludwig-Jahn-Sportpark rocken sehen kann.
In der nächsten Einstellung geht die Kamera hinter drei lustigen, singenden Frauen auf dem Bürgersteig her, die auf dem Weg in die Eckkneipe „Hackepeter“ in der Dimitroffstraße sind. Frage aus dem Off an die Frauen „Was meint ihr denn wie es euch nach der Währungsunion gehen wird“? Eine Frau antwortet: „Och Gott, na ja, ich nehme alles so hin wie es kommt, wir können ja nichts ändern...die Dummen werden immer wieder wir sein...der Kleine ist immer der dumme“. Und dann wird wieder getanzt.
Im Bekleidungswerk „Treffmodelle“ in der Greifswalder Straße hilft eine Näherin einer Kundin bei der Anprobe eines Mantels. Aber die Größe, sowie auch der Schnitt und das Material, geben keinen Anlass zur Freude. Eine der Näherinnen sagt: „Im Moment ist kein Modell bei, was ich anziehen würde“, ihre Kollegin stimmt ihr zu. Dann wird noch über die vietnamesischen Näherinnen gesprochen, die nun als erste entlassen werden, aber es wäre „…ungerecht, man würde uns entlassen und die Vietnamesen blieben hier...wenn man die deutschen rausschmeißen würde entsteht wirklich Rassenhass“
Im Kaufhaus „GEWA“ am U-Bahnhof Schönhauser Allee geben die Senior- und die Juniorchefin Auskunft zur jetzigen Situation „… jetzt werden wir fertig gemacht vom Westen, so sieht es aus. Kinners, der eine ist dagegen, der andere ist dafür, wir wünschen uns alle noch mal die Mauer, pass mal uff, das kommt noch mal, hoffentlich. Betrogen hat uns der Staat sowieso, werden wir vom zweiten auch noch beschissen, macht doch gar nichts...“ und „...das ist hier ein Privatbetrieb, das Geschäft besteht seit 40 Jahren und ist im Oktober 49 eröffnet worden. Wie Sie sehen sind wir nun gerade dabei, hier, wir haben Preissenkungen durchgeführt, der Laden ist wirklich wie leer gefegt, versuchen natürlich diese Sache erst einmal so weit wie möglich zu überstehen“
Im Berliner Prater in der Kastanienallee lernen wir den Fotografen Harald Hauswald bei der Arbeit kennen. Er wird beim Fotografieren beobachtet und steht anschließend in seiner Wohnung Rede und Antwort auf die Fragen zu seinem Verhältnis zur heutigen Zeit.
Die nächste Aufnahme zeigt Pflege- und Küchenpersonal, die wartenden Heimbewohnern vor ihren Zimmern das Mittagessen austeilen. Zwei Heimbewohner essen an ihrem Zimmertisch während ein Hausangestellter Gift gegen Ungeziefer an die Wände und Fensterrahmen spritzt. Der eine, Knatterkarl genannt, ist bereits zehn Jahre in dem Heim. Ursprünglich gemeinsam mit seiner Frau, die vor drei Jahren gestorben ist. Jetzt ist er 85 Jahre und fährt jeden Sonntag nach Berlin-Karlshorst zum Tanz, am Tisch 41 hat er seinen Stammplatz. Dort findet er auch seine ständige Tanzpartnerin.
Im „Wiener Cafe“ in der Schönhauser Allee feiert ein Gast zu Klängen einer rumänischen Zweimann-Kapelle seinen Geburtstag. Er erzählt, dass er ursprünglich einmal für den Nationalpreis vorgesehen war und wie er 1954 in nur drei Monaten 36.000 Mark verjubelt hat. Eine Frau, die behauptet, einmal die Verlobte von Manfred Krug gewesen zu sein, singt ein Ständchen, welches aber keiner hören will. Vor der Gaststätte singt ein junger Mann, mit einer Sektflasche in der Hand, das Lied „Unsere Heimat“.
Im Franz-Klub hört man, von der nahen Kirche, die Glocken zur Mitternacht schlagen.
Es ist der 1. Juli 1990, von nun an ist die D-Mark offizielle Landeswährung in der DDR, damit tritt die Währungsunion zwischen beiden deutschen Staaten in Kraft. Auf der Bühne, vor einer DDR-Fahne, spielen die Bläser einer Rockgruppe die DDR-Nationalhymne mit Verszeile: „…Deutschland, einig Vaterland“.
Im Morgengrauen öffnet Ostberlins bekanntester Imbiss „Konnopke“, ohne dass die Chefin weiß, was sie erwartet. Die Preise wurden einfach 1:1 umgerechnet, das ist zwar praktisch der doppelte Preis, aber die Qualität ist ja auch höher. Ihr erster Umsatz in der neuen Währung beträgt 6,00 Mark.

## Produktion
Der Schwarzweißfilm wurde fast ausnahmslos in Berlin – Prenzlauer Berg gedreht und hatte am 19. Februar 1991 in der Reihe „Neue deutsche Filme“ bei den Internationalen Filmfestspielen Berlin Premiere. Des Weiteren wurde der Film Anfang April während der 14. Internationalen Grenzfilmtage im fränkischen Selb gezeigt. Die erste reguläre Vorstellung fand am 26. April 1991 im Berliner Kino Babylon im Vertrieb der CON Film (Bremen) statt. Die Erstausstrahlung im Fernsehen übernahm am 20. November 1991 der Fernsehsender N 3.